# Jonas Collett
Jonas Collett (Eidsvoll, 1772 – 1851) è stato un politico norvegese.
Fu primo ministro della Norvegia dal 1829 al 1836.